# Декстер Голланд
Декстер Голланд (англ. Dexter Holland, справжнє ім'я Браян Кіт Голланд, англ. Bryan Keith Holland; 29 грудня 1965) — вокаліст і гітарист панк-рок-гурту The Offspring. Є власником незалежного звукозаписувального лейблу Nitro Records.

## Біографія

### Дитинство і юність
Браян Голланд народився 29 грудня 1965 року Гарден-Гроув, округ Оріндж, Каліфорнія. Його батько був адміністратором у місцевому госпіталі, а мати — шкільною вчителькою. Браян був третьою дитиною в сім'ї, загалом же в сім'ї було четверо дітей. Браян ріс слухняною та відповідальною дитиною, завжди був старостою класу, займався американським футболом і був учасником у команді з бігу по пересіченій місцевості. У майбутньому Браян бачив себе лікарем.
Будучи старшокласником, Браян зацікавився музикою. Його приваблювала творчість таких музикантів як Adolescents, Agent Orange, Bad Brains, Bad Religion, Black Flag, Circle Jerks, The Clash, Descendents, Ramones, Sex Pistols, Social Distortion, TSOL і The Vandals. Через це старший брат Браяна вирішив зробити йому подарунок — альбом Rodney on the ROQ. З цього моменту Браян вже не хотів просто слухати музику, йому хотілося складати свої пісні. Але на той момент він був один і не вмів грати на жодному музичному інструменті.

### The Offspring
Після безуспішної спроби потрапити на концерт Social Distortion в 1984, вирішив зібрати власний гурт зі своїм другом Грегом Кріселом. Хлопці навчалися в університетах, а грати збиралися по вихідних. Більшість мелодій вони підбирали на одній струні — але протягом року освоїли акорди. Незабаром до гурту підтягнулися ще дві людини. Одним з них був прибиральник зі школи, де навчався Браян — Кевін Вассерман на прізвисько «Noodles» («Локшина»). Також до гурту був прийнятий 16-річний Рон Велті, чия сестра була знайома з Браяном. Спочатку гурт називався Manic Subsidal, згодом назву було змінено на The Offspring. Після запису підписали контракт з невеликим лейблом Nemesis Records, до якого в березні 1989 року і записали свій перший альбом, названий «The Offspring». Згодом альбом буде перевиданий 21 січня 1995 року, власним лейблом Голланда, Nitro Records.
У 1991 році The Offspring підписали контракт зі звукозаписним лейблом Epitaph Records (записували такі гурти, як Bad Religion, Pennywise, NoFX та ін.) Першим альбомом, записаним на Epitaph Records, був Ignition, виданий у 1992 році. Наступним і останнім альбомом, записаним разом з Epitaph Records, був Smash, який дотепер є найбільш продаваним альбомом, записаним на інді-лейблі. Потім у 1996 році The Offspring підписали контракт з Columbia Records (за непідтвердженими даними Бретт Гуревич (Brett Gurewitz — гітарист Bad Religion), власник Epitaph Records, продав контракт із The Offspring, Columbia Records), з яким і були записані наступні шість альбомів Ixnay on the Hombre (1997), Americana (1998), Conspiracy of One (2000), Splinter (2003) і Rise and Fall, Rage and Grace (2008). Days Go By (альбом The Offspring) (2012).

### Приватне життя
Виголошував прощальну промову від свого класу в школі (звідти і його прізвисько — Декстер), має ступінь бакалавра у сфері біології, його отримав в Університеті Південної Каліфорнії, і магістерський ступінь у галузі молекулярної біології. Також навчався в аспірантурі за програмою молекулярної біології, але припинив навчання, щоб сфокусуватися на музиці. У 2017 написав дисертацію, присвячену ВІЛ, здобувши науковий ступінь доктора філософії з молекулярної біології.
Захоплюється серфінгом, сноубордингом та авіацією. В одному з інтерв'ю Голланд говорив про те, що йому належить Aero L-39 Albatros. Так само йому належить Cessna 525A CitationJet 2, бортовий номер N7715X, із символом анархії на хвості. Браян має ліцензію пілота, а з квітня 2009 року є ліцензованим FAA. Браян самотужки облетів землю за десять днів. Також Голланд збирає марки.
Одружився в 1992 році з перукаркою Крістін Луна, яка написала слова до пісні The Offspring «Session».
У Браяна є донька-співачка Алекса Голланд, відома під сценічним ім'ям Lex Land. Є припущення, що Алекса — донька від першого шлюбу музиканта, але її мати загинула в автокатастрофі 1996 року. За чутками, саме їй присвячена пісня The Offspring «Gone Away». Сам Декстер ніколи не коментував цю ситуацію.
Браян є власником компанії, яка виготовляє гострий соус «Gringo Bandito».

## Інструменти
Всі гітари Ibanez RG Декстера Голланда зроблені з махагоні з встановленими на них звукознімачами Dimarzio Super Distortion, за винятком окремих екземплярів з датчиками DiMarzio Super 3. В останніх записах Браян використав гітару Gibson.